# أل غروس
أل غروس (بالإنجليزية: Al Gross)‏ هو لاعب كرة قدم أمريكية أمريكي، ولد في 4 يناير 1961 في ستوكتون في الولايات المتحدة.

## وصلات خارجية
- أل غروس على موقع مرجع كرة القدم المحترفة.كوم (الإنجليزية)